# Schott Music

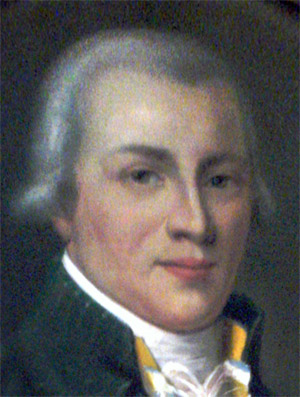
Stichter Bernhard Schott, schilderij rond 1780

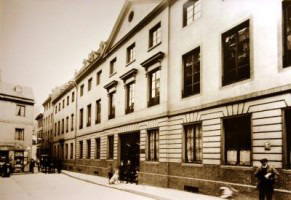
Weihergarten, Mainz

Schott Music GmbH & Co. KG te Mainz is een van de grootste muziekuitgeverijen van Europa en de op een na oudste van de wereld: Bernhard Schott stichtte ze in 1770.

## Geschiedenis
Bernhard Schott begon als een van de eersten met lithografie. Zo kon hij muziek drukken in grote oplage en met goede kwaliteit. Hij opende bijhuizen te Antwerpen in 1823, Brussel in 1830 en daarna Londen, Wenen, Parijs en Leipzig.
Hij gaf eerst componisten uit Mannheim uit: Carl Stamitz en Georg Joseph Vogler. Hij gaf als eerste de opera Don Giovanni van Wolfgang Amadeus Mozart uit. Nadien gaf hij de 9e symfonie van Ludwig van Beethoven uit.
In het begin was het eigentijds Frans werk van Adolphe Adam, Daniel Auber, Gaetano Donizetti, Ignaz Pleyel en Gioacchino Rossini geliefd. Met Franz Liszt en Peter Cornelius wisselde het repertoire. In 1859 zette Franz Schott (1811-1874), kleinzoon van de stichter een samenwerking op met Richard Wagner :Die Meistersinger von Nürnberg, Der Ring des Nibelungen en Parsifal. De samenwerking stokte, omdat Schott niet aan de financiële eisen van Wagner kon voldoen. Franz Schott schreef op 21 oktober 1862 aan Wagner:
"Überhaupt kann ein Musikverleger Ihre Bedürfnisse nicht bestreiten, dies kann nur ein enorm reicher Bankier oder Fürst, der über Millionen zu verfügen hat ..."
Wagner wendde zich daarna tot Johann Weißheimer II., de rijke vader van zijn vriend Wendelin Weißheimer. Pas na de troonswissel in Beieren vond Wagner in Lodewijk II van Beieren een gepaste mecenas.
Omdat er geen opvolgers waren, benoemde de familie Schott in 1874 Dr. Ludwig Strecker (1853-1943) als erfgenaam. 
Zijn zonen Ludwig-jr en (1883-1978) en Willi (1884-1958) zetten de zaak verder. Dan kwam Heinz Schneider-Schott (1906-1988) en sinds 1974 Dr. Peter Hanser-Strecker.
Omdat Willi en Ludwig met hem bevriend waren, kwam Igor Stravinsky bij hen. Ze gaven "Feu d’artifice", "Scherzo fantastique", het ballet De vuurvogel, zijn vioolconcert, de symfonie in C en de Symfonie in drie delen uit.
Dan kwam Paul Hindemith waarvan ze alles uitgaven. Ook Carl Orff kwam met de Carmina Burana en met heel zijn werk. Van dan af vertrouwden ook anderen Schott hun hele werk toe: Wolfgang Fortner, Jean Françaix, Percy Grainger, Erich Wolfgang Korngold, Hermann Reutter en Michael Tippett.
Onder de eigentijdse componisten zijn er Hans Werner Henze vanaf 1946, later Krzysztof Penderecki, Aribert Reimann en György Ligeti. Schott geeft ook internationale componisten uit als Toru Takemitsu, Rodion Shchedrin, Peteris Vasks, Henri Dutilleux, Toshio Hosokawa, Xiaogang Ye, Nicholas Lens, Peter Eötvös en Joaquin Rodrigo. 
In 2001 lanceerde Schott een campagne om jonge componisten op te nemen: Joe Duddell, Kenneth Hesketh, Tatjana Komarova, Benjamin Schweitzer, Jörg Widmann, Moritz Eggert en Chaya Czernowin. In 2003 volgden Christian Jost, in 2005 Thomas Larcher, Elisabeth Naske, Richard Ayres en Huw Watkins en in 2006 Fazıl Say. In de Verenigde Staten sloot Schott Music Corp. contracten met Tobias Picker en Joseph Schwantner.